# Guardia, guardia scelta, brigadiere e maresciallo
Pour plus de détails, voir Fiche technique et Distribution.

Guardia, guardia scelta, brigadiere e maresciallo est une comédie italienne réalisée par Mauro Bolognini et sortie en 1956.

## Synopsis
À Rome, quatre agents de la circulation zélés se heurtent à l'opinion négative que la population a muri à leur encontre. À la bonté et l'indulgence exprimées par Pietro Spaziani (Fabrizi), s'oppose le professionnalisme strict d'Alberto Randolfi (Sordi), qui a une admiration pour Paris et l'Avenue des Champs-Elysées, qui n'excuse personne, depuis les personnalités officielles, les religieuses, les pompiers, jusqu'au piéton qui ne respecte pas les passages protégés. Giuseppe Manganiello (De Filippo) est plus nonchalant, c'est un passionné de musique qui s'endort souvent au travail. Leur supérieur (Cervi) cherche patiemment à garder l'harmonie dans le corps, mais finalement, exaspéré par la conduite de Randolfi, le mute à Milan.

## Fiche technique
- Titre original : Guardia, guardia scelta, brigadiere e maresciallo
- Réalisation : Mauro Bolognini
- Scénario : Paolo Frascá, Ruggero Maccari, Nicola Manzari, Ettore Scola
- Producteur : Luigi Rovere
- Musique : Carlo Rustichelli
- Directeur de la photographie : Aldo Giordani
- Montage : Roberto Cinquini
- Direction artistique : Flavio Mogherini
- Pays d'origine :  Italie
- Durée : 93 minutes
- Date de sortie :
  - Italie : 19 avril 1956

## Distribution
- Alberto Sordi : Alberto Randolfi
- Peppino De Filippo : Giuseppe Manganiello
- Aldo Fabrizi : Brigadier Pietro Spaziani
- Gino Cervi : Maresciallo
- Valeria Moriconi : Maria Spaziani, fille de Pietro
- Tiberio Mitri : Sandro
- Nino Manfredi : Paolo
- Alessandra Panaro : Charlotte
- Alvaro Strina : Roberto Strinati
- Ciccio Barbi : touriste français
- Gina Amendola : la sœur de Pietro
- Livia Venturini : la religieuse au volant
- Lidia Jonson : Madame Yolande
- Memmo Carotenuto : le piéton
- Oscar Blando : type en scooter avec sa famille
- Mino Doro : le colonel comme examinateur
- Anita Durante	: Carmela
- Riccardo Garrone : Enrico
- Edoardo Nevola : Tonino Spaziani
- Maria Rita Pasanisi
- Mario De Simone : le policier en ville
- Marco Tulli : l'affreux policier en ville